# Convergencia absoluta
En matemáticas, una serie (o a veces una integral) de números se dice que converge absolutamente si la suma de los valores absolutos de los términos (o integrandos) es finita.

## Definición formal
| Se dice que la serie {\displaystyle \sum {a_{n}}} es absolutamente convergente si la serie {\displaystyle \sum {\left\vert a_{n}\right\vert }} es convergente . |

## Convergencia absoluta y convergencia
| {\displaystyle \sum {a_{n}}} es absolutamente convergente {\displaystyle \Longrightarrow \sum {a_{n}}} es convergente . |

| Demostración |
| Supongamos que {\displaystyle \sum \|a_{n}\|} converge por hipótesis. {\displaystyle -\|a_{n}\|\leq a_{n}\leq \|a_{n}\|\quad \forall n\in \mathbb {N} }Sumamos {\displaystyle \|a_{n}\|} término a término en la desigualdad:{\displaystyle \|a_{n}\|-\|a_{n}\|\leq a_{n}+\|a_{n}\|\leq \|a_{n}\|+\|a_{n}\|\Longrightarrow 0\leq a_{n}+\|a_{n}\|\leq 2\|a_{n}\|\quad \forall n\in \mathbb {N} }{\displaystyle \Longrightarrow 0\leq \sum _{n=1}^{\infty }{(a_{n}+\|a_{n}\|)}\leq 2\sum _{n=1}^{\infty }{\|a_{n}\|}}Por tanto, {\displaystyle \sum {(a_{n}+\|a_{n}\|)}} es convergente. Ahora se considera que {\displaystyle a_{n}=a_{n}+\|a_{n}\|-\|a_{n}\|\quad \forall n\in \mathbb {N} }.{\displaystyle \Longrightarrow \sum {a_{n}}=\sum {(a_{n}+\|a_{n}\|-\|a_{n}\|)}=\sum {(a_{n}+\|a_{n}\|)}-\sum {\|a_{n}\|}}Entonces, {\displaystyle \sum {a_{n}}} es convergente por ser diferencia de series convergentes. |

## Convergencia condicional
| Se dice que la serie {\displaystyle \sum {a_{n}}} es condicionalmente convergente cuando es convergente pero no absolutamente convergente. |

Esto sucede cuando {\displaystyle \sum {|a_{n}|}} es divergente.
Por ejemplo, la serie {\displaystyle \sum {(-1)^{n+1}{\frac {1}{n}}}} es condicionalmente convergente porque {\displaystyle \sum _{n=1}^{\infty }{(-1)^{n+1}{\frac {1}{n}}}=\log(2)} (utilizando la serie de Taylor del logaritmo), mientras que {\displaystyle \sum _{n=1}^{\infty }{\left\vert (-1)^{n+1}{\frac {1}{n}}\right\vert }=\sum _{n=1}^{\infty }{\frac {1}{n}}=+\infty }, pues es la serie armónica.

## Teorema de reordenación de Riemann
Una propiedad de las series condicionalmente convergentes es que no son reordenables, a diferencia de las absolutamente convergentes: cualquier reordenación de los términos de una serie absolutamente convergente da lugar a la misma suma. 

Sin embargo, para series condicionalmente convergentes esto no es cierto: reordenar los términos de la serie puede cambiar su suma. De hecho, es cierto un resultado mucho más fuerte, el teorema de reordenación de Riemann, que afirma que podemos reordenar una serie condicionalmente convergente para que su suma sea cualquier número real, o incluso para hacerla divergente:
| Sea {\displaystyle \{a_{n}\}} una sucesión de números reales tal que la serie {\displaystyle \sum {a_{n}}} sea condicionalmente convergente. Entonces: 1){\displaystyle \forall M\in \mathbb {R} } existe una permutación {\displaystyle \sigma } tal que {\displaystyle \sum _{n=0}^{\infty }{a_{\sigma (n)}}=M}. 2) existe una permutación {\displaystyle \tau } tal que {\displaystyle \sum _{n=0}^{\infty }{a_{\tau (n)}}=\infty }. |

La demostración del teorema puede leerse en su propia página: Teorema de Riemann (series).